# R&M Group
Die R&M Group ist ein Industrieunternehmen, das sich auf den Innenausbau und die Innenausstattung von Schiffen und maritimen Einrichtungen spezialisiert hat. Von der Unternehmenszentrale in Hamburg aus leitet die R&M International GmbH ihre weltweit ansässigen Tochtergesellschaften. R&M wurde 1887 ursprünglich als Isolierunternehmen gegründet.

## Produkte und Dienstleistungen
Die R&M Group leistet den Innenausbau für Schiffstypen und maritime Einrichtungen jeglicher Art. Hierzu gehören unter anderem Kreuzfahrtschiffe und Fähren, Yachten, Offshore-Anlagen, Spezial- und Marineschiffe.
Das Portfolio umfasst Dienstleistungen für Neubau-, Reparatur- und Sanierungs- sowie Umbauprojekte von einzelnen Komponenten und Gewerken bis hin zu schlüsselfertigen Lösungen in den Bereichen:
- Planung und Installation der Wärmedämmung und Schalldämmung sowie des Lärm- und Vibrationsschutzes
- Planung und Installation von Sanitäreinrichtungen und Möbeln
- Innenausbau sämtlicher Bereiche des Schiffes
- Produktion von Möbeln in eigener Tischlerei
- Produktion und Installation von Wänden, Böden, Decken, Türen, Nasszellen und (Fertig-)Kabinen

Zudem betreibt die R&M Group eigene Produktionsstätten in Deutschland und China zur Fertigung von Türen, Wand-, Decken- und Fußbodensystemen, Fertigkabinen, Nasszellen und Möbel für den maritimen Einsatz und vertreibt diese weltweit. Sämtliche Bereiche auf dem Schiff, wie öffentlichen Bereiche, Küchen- und Cateringbereiche, Crew- und Passagierkabinen, Brücke, Aufenthalts- und Sanitärbereiche der Besatzung werden durch die Ingenieure der Group geplant und konstruiert und zusammen mit den Bauleitern und Fachkräften an Bord umgesetzt. 

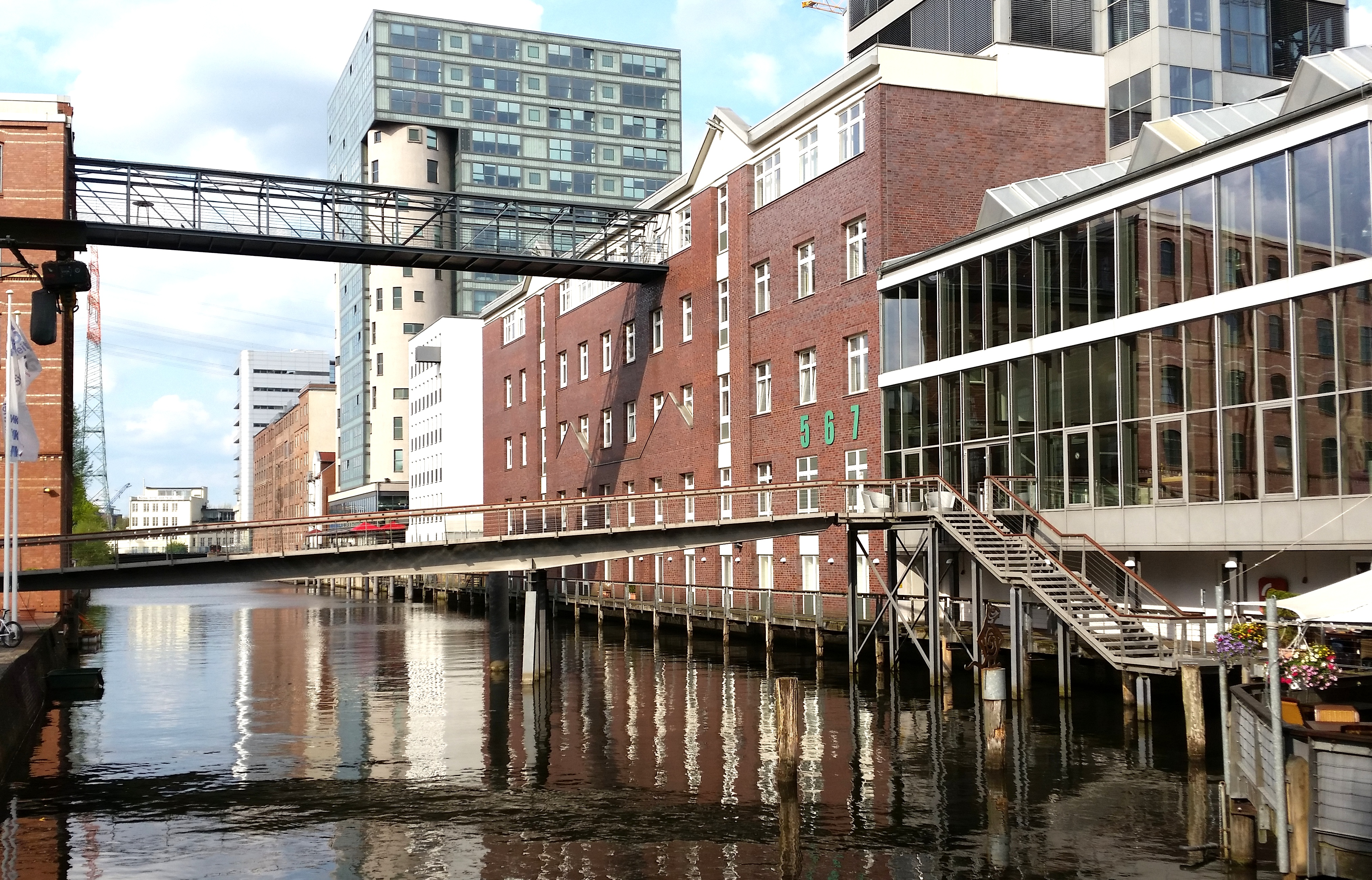
R&M Hauptsitz in Hamburg

## Geschichte
Im Jahr 1887 wurde die Vereinigte Kieselgur und Korksteingesellschaft Rheinhold & Co in Celle durch die Gebrüder Otto und Sartorius Rheinhold gemeinsam mit Georg Soenderop gegründet. Der schon zu dieser Zeit im Logo verwendete griechische Buchstabe Lambda, ein Formelzeichen für die Wärmeleitfähigkeit, ist seither fester Bestandteil des Logos. Der Hauptwerkstoff Kieselgur wird in der eigenen Betriebsstätte nahe Hannover abgebaut und zur Isolierung von Dampfkesseln und Lokomotiven eingesetzt. Etwas später, 1896 wurde die C.& E. Mahla GmbH durch die Brüder Carl und Emil Mahla in Nürnberg gegründet. Im Jahr 1928 wurde in Berlin die VKI Vereinigte Korkindustrie AG zur Verarbeitung und dem Handel von Korkrinde und allen daraus herstellbaren Gütern eingerichtet. Diese vereinte u. a. die Rheinhold & Co. Vereinigte Kieselgur und Korksteingesellschaft mbH sowie die C. & E. Mahla GmbH.
1956 verschmolzen Rheinhold & Co. und C. & E. Mahla zur Rheinhold & Mahla GmbH mit Sitz in Mannheim. Diese wurde in den Folgejahren zur wichtigsten Beteiligung der VKI. Die Korkverarbeitung verlor an Bedeutung, denn kostengünstigere Alternativen aus der petrochemischen Industrie eroberten den Markt. Die Vereinigte Korkindustrie AG wurde somit 1971 in die Vereinigte Kunststoffindustrie AG umbenannt und zwei Jahre später mit der Rheinhold & Mahla GmbH zur VKI Rheinhold & Mahla AG verschmolzen. Die Bayer AG übernahm 1975 die VKI Rheinhold & Mahla AG und wandelte diese 1979 in die Rheinhold & Mahla GmbH um. Der Firmensitz war München und die Dämmstoffproduktion bereits ausgegliedert. Die Rheinhold & Mahla GmbH bot später die Planung, Konstruktion und Montage von Isolierungen in der Industrie und im Schiffbau, den technischen Schallschutz, die Fassadentechnik und den Innenausbau an. 1990 verkaufte die Bayer AG ihre Geschäftsanteile an der Rheinhold & Mahla GmbH und die Rheinhold & Mahla GmbH wurde in eine Aktiengesellschaft umgewandelt. 1992 übernahm die AG den norwegischen Schiff-Innenausbauer Isenta Molde AS und benannte diesen in R&M Ship Interior AS um. Im Jahr 2002 erwarb die Bilfinger Berger AG das gesamte Aktienpaket der Rheinhold & Mahla AG inklusive der Markenrechte und integrierte sie in den Konzern.
In der Schiffbausparte des Konzerns wurde die R&M Schiffsisolierung und Ausbau GmbH 2006 in R&M Ship Technologies GmbH umbenannt. Ein Finanzinvestor und Mitglieder des Managements aus dem Bilfinger-Berger-Konzern übernahmen die Schiffbausparte durch Formierung der R&M Ship Tec GmbH mit ihren Tochtergesellschaften R&M Ship Technologies GmbH und R&M Ship Interior AS mit Hauptsitz in Bremen (Deutschland).
Zwischen 2007 und 2009 wurden die Firmen R&M Ship Technologies Finland Oy mit Sitz in Turku (Finnland), R&M Ship Technologies USA, Inc. mit Sitz in Philadelphia (USA) und R&M Ship Interiores Navais Ltda. mit Sitz in Rio de Janeiro (Brasilien) gegründet und 2011 der Hauptsitz nach Hamburg (Deutschland) verlegt. 2012 erfolgte die Akquise der Alvedoor (Kunshan) Co. Ltd. mit Sitz in Kunshan, China, die Umfirmierung der R&M Ship Tec GmbH in R&M International GmbH sowie die Gründungen der Firma R&M International Asia Operations Pte. Ltd. mit Sitz in Singapur und des Joint Ventures Iso Prefab AS mit Linjebygg Offshore AS (LBO). Die Firma Alvedoor (Kunshan) Co. Ltd. wurde 2013 in R&M Alvedoor (Kunshan) Co. Ltd. umfirmiert und unter den rechtlichen Einheiten der R&M Ship Technologies GmbH und R&M Alvedoor (Kunshan) Co. Ltd. etablierte sich die Product Division Alvedoor Marine. Die Group führt nun zwei Produktionsstätten, je eine in China und in Deutschland.
Im Jahr 2014 gab die Bilfinger Berger AG die Markenrechte an der Marke „Rheinhold & Mahla“ an die R&M Group zurück. Nur ein Jahr später übernahm die R&M Group die Firma KLH AirCon International, Inc. und benannte diese in R&M AirCon International, Inc. um. 2015 übernahm die Group das Unternehmen Sea Level Marine, LLC mit Sitz in Miami und firmierte diese in R&M Sea Level Marine, LLC um. Die Geschäftsbereich in den USA und Südamerika wurden wieder geschlossen. 2016 gründete die R&M Group eine neue Tochtergesellschaft, R&M Marine Engineering Services India Pvt. Ltd. mit Sitz in Chennai (Indien) und übernahm die KLH Gruppe aus Bad Doberan, um ihre HVAC-Kompetenzen zu bündeln.

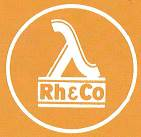
Logo der „Vereinigte Kieselgur und Korksteingesellschaft Rheinhold & Co“, 1887
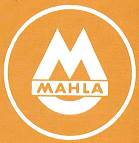
Logo der „C. & E. Mahla GmbH“, 1896
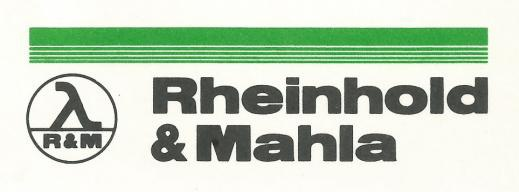
Logo der „Rheinhold & Mahla GmbH“, 1975
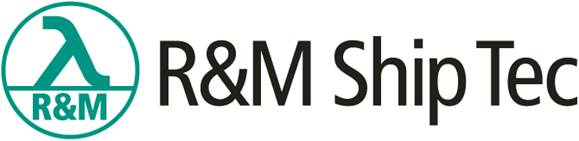
Logo der R&M Group nach dem Management-Buy-Out 2006